# Overland Park
Overland Park ist mit 197.238 Einwohnern (laut der letzten Volkszählung im Jahr 2020) die zweitgrößte Stadt im US-Bundesstaat Kansas. Die Stadt liegt im Johnson County und ist Bestandteil der Metropolregion Kansas City.

## Einwohnerentwicklung
| Jahr | Einwohner¹ |
| ---- | ---------- |
| 1980 | 81.784     |
| 1990 | 111.790    |
| 2000 | 150.676    |
| 2010 | 173.337    |
| 2016 | 188.966    |
| 2020 | 197.238    |

¹ 1980–2020: Volkszählungsergebnisse
Somit hat sich die Einwohnerzahl von 1980 bis 2016 mehr als verdoppelt.

## Geschichte
Die Stadt wurde am 20. Mai 1960 gegründet und ist eine der jüngsten Gemeinden des Countys. 1960 hatte die Stadt erst 28.085 Einwohner und eine Fläche von 44,5 km². 1990 hatte sie 111.790 Einwohner und eine Fläche von 146 km². 2005 hatte die Stadt 167.000 Einwohner auf einer Fläche von 161 km².
Am 13. April 2014 erschoss ein 73-jähriges Ku-Klux-Klan-Mitglied in Overland Park drei Menschen in zwei jüdischen Einrichtungen. Der Täter wurde festgenommen.

## Söhne und Töchter der Stadt
- Michael Almereyda (* 1959), Regisseur und Drehbuchautor
- Tom Kane (* 1962), Synchronsprecher
- Randy Flagler (* 1968), Schauspieler
- Tara Dawn Holland (* 1972), Miss America 1997
- Darren Lynn Bousman (* 1979), Filmregisseur
- Sarah Lancaster (* 1980), Schauspielerin
- Matt Freije (* 1981), Basketballspieler
- Jason Kander (* 1981), Politiker
- Todd Bosley (* 1984), Schauspieler
- Arash Ferdowsi (* 1985), Unternehmer
- Matt Besler (* 1987), Fußballspieler
- Missy Geha (* 1987), Fußballspielerin
- Jeff Owen Hanson (* 1993), Maler
- Semi Ojeleye (* 1994), Basketballspieler
- Shavon Shields (* 1994), Basketballspieler
- Murphy Cassone (* 2002), Tennisspieler
- Tyler Freeman (* 2003), Fußballspieler

## Partnerstadt
- Bietigheim-Bissingen (seit 1999)